# Комаров, Иван Архипович
Иван Архипович Комаров (19 июня 1921 — 11 апреля 2005, Тернополь) — советский спортсмен, общественный деятель. Участник Великой Отечественной войны, артиллерист, гвардии, подполковник. Мастер спорта (1940), почётный мастер спорта СССР (1953). Заслуженный тренер СССР и Украины по фехтованию.

## Биография
Родился в 1921 году в селе Лапино Тульской губернии.
С 1946 — многократный чемпион СССР и Украинской ССР по фехтованию, возглавлял сборные команды СССР и Украинской ССР. Участник 15-х Олимпийских игр в Хельсинки (1952, Финляндия).
Окончил Киевский институт физической культуры (1954).
С 1960 жил в Тернополе, почётный гражданин города (1989). 1961—1973 — председатель областного спортивного комитета, затем — директор Тернопольской ДЮСШ № 2.
К ноябрю 2003 — председатель Совета ветеранов города.

## Награды
- орден Александра Невского
- орден Красного Знамени
- орден Отечественной войны I, II степеней
- орден Красной звезды и другие медали.